# Charles Harbridge
Charles William Harbridge, altresì citato come Charles Harbidge (Tipton, 15 luglio 1891 – Ash, 10 ottobre 1980), è stato un calciatore inglese, di ruolo centrocampista.

## Carriera

### Nazionale
Venne convocato nella Nazionale britannica che partecipò ai Giochi olimpici del 1920, disputò l'unica partita giocata dalla sua Nazionale in quell'edizione.